# Polskie okręty podwodne

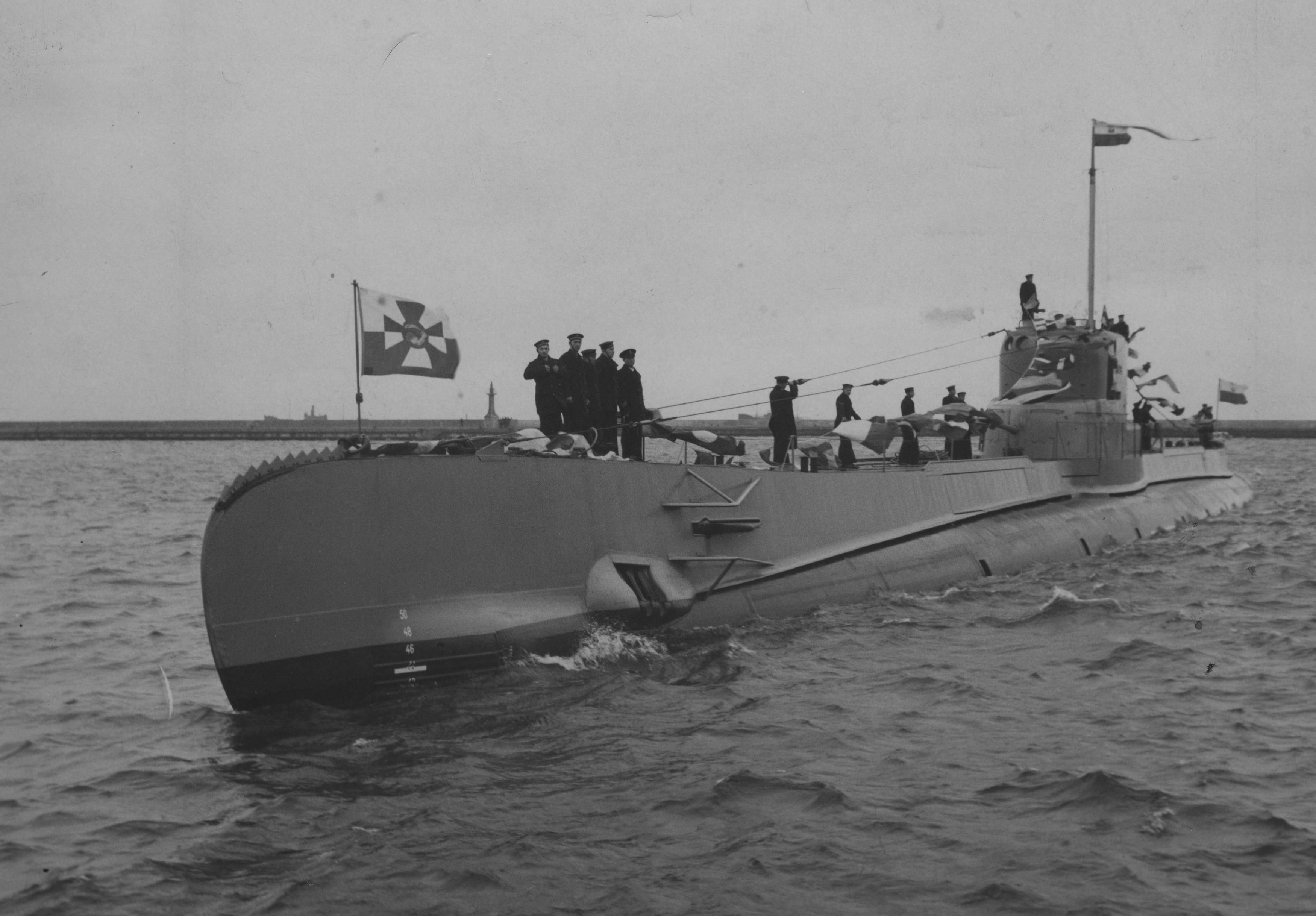
ORP „Orzeł” (85A)

Polskie okręty podwodne – w polskiej Marynarce Wojennej od jej powstania po czasy współczesne służbę pełniło 25 okrętów podwodnych dziewięciu typów. Pierwszym polskim okrętem podwodnym był zamówiony we Francji ORP „Wilk”, przyjęty do służby 31 października 1931 roku. Na początku drugiej wojny światowej polska marynarka posiadała trzy starzejące się okręty produkcji francuskiej i dwie nowoczesne jednostki zbudowane w Holandii. W czasie kampanii wrześniowej ich potencjał nie został wykorzystany; trzy okręty zostały internowane w Szwecji, a dwie jednostki – ORP „Orzeł” i ORP „Wilk” przedostały się do Wielkiej Brytanii, skąd kontynuowały walkę. Podczas wojny Marynarka Wojenna wydzierżawiła od Wielkiej Brytanii trzy dalsze okręty podwodne; utracono ogółem dwie jednostki. Po II wojnie światowej do kraju wróciły okręty internowane i „Wilk”, poza tym flotę podwodną tworzyły okręty budowane w Związku Radzieckim. Współcześnie w polskiej marynarce służy jeden okręt podwodny: ORP „Orzeł”. 

## Okręty podwodne do 1945 roku

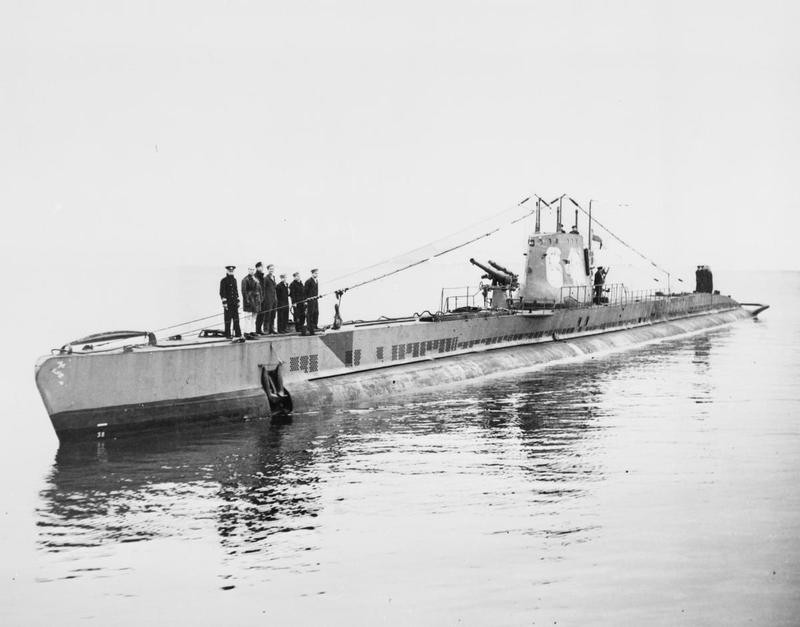
ORP „Wilk”, pierwszy polski okręt podwodny

Już od chwili powstania polskiej Marynarki Wojennej planowano posiadanie przez nią okrętów podwodnych. Pierwszy plan z 1919 roku, obejmujący zakup lub otrzymanie dwóch okrętów podwodnych, nie powiódł się, natomiast duży plan rozbudowy floty z 1920 roku, przewidujący posiadanie m.in. 45 okrętów podwodnych, był całkowicie nierealny z przyczyn finansowych. Dopiero w 1926 roku stało się możliwe zamówienie pierwszych trzech jednostek, które zbudowano we Francji dzięki uzyskaniu tam kredytów. Pierwszymi polskimi okrętami podwodnymi były trzy podwodne stawiacze min typu Wilk, konstrukcji francuskiej. Wodowany jako pierwszy ORP „Wilk” został przyjęty do służby 31 października 1931 roku, jakkolwiek pierwszym okrętem, który przybył do Polski i został formalnie przyjęty w skład polskiej floty (2 sierpnia 1931), był ORP „Ryś”. Marynarka Wojenna zamierzała w tym czasie nabyć dziewięć okrętów podwodnych (pozostałe sześć torpedowych); na przeszkodzie temu stanęły jednak zjawiska o charakterze korupcyjnym we Francji i działania francuskich polityków oraz lobby przemysłowych, żądających podziału środków pieniężnych pochodzących z francuskiej pożyczki zgodnie z francuskimi potrzebami, niekoniecznie zaś zgodnie z polskimi planami strategicznymi. W efekcie, oczekiwana przez Polskę liczba 9 okrętów podwodnych została zmniejszona do trzech, francuskim stoczniom zostały zaś powierzone kontrakty na budowę dwóch niszczycieli, które nie były przez Polskę planowane. W dodatku francuskie okręty podwodne nękane były licznymi problemami technicznymi, a i niszczyciele nie były sukcesem. W latach 1931–1932 pierwsze zbudowane we Francji okręty podwodne zostały przyjęte do służby w Marynarce Wojennej i podjęły działalność operacyjną, tworząc Dywizjon Łodzi Podwodnych, pod dowództwem kmdr. ppor. Eugeniusza Pławskiego. Po „Wilku”, do wybuchu drugiej wojny światowej, do dyspozycji Polski zostały oddane cztery kolejne jednostki typów Wilk („Żbik” i „Ryś”) oraz Orzeł („Orzeł” i „Sęp”). W 1931 roku hiszpańska marynarka wojenna proponowała sprzedaż Polsce starego okrętu A-2 z 1917 roku, który miał ewentualnie otrzymać nazwę „Kuna”, lecz oferta nie została przyjęta. Po unieważnieniu – w atmosferze skandalu spowodowanego fałszerstwami francuskich stoczni – konkursu na projekt i budowę okrętów nowego typu, budowa dwóch kolejnych jednostek podwodnych dla polskiej floty została powierzona stoczniom holenderskim. Najnowocześniejsze ówcześnie na świecie okręty typu Orzeł zaprojektowane zostały przez biuro konstrukcyjne Nederlandische Veerenigde Scheepsbouw Bureaux, przy udziale konstruktorów Wydziału Budowy Okrętów polskiego Kierownictwa Marynarki Wojennej. Ostatecznie, Marynarka Wojenna weszła w drugą wojnę światową z trzema starzejącymi się już okrętami produkcji francuskiej i dwoma nowoczesnymi jednostkami zbudowanymi w Holandii. W ramach sześcioletniego planu rozbudowy armii planowano zakupić 3 nowe okręty podwodne. Początkowo planowano dalszą współpracę ze stocznią holenderską, lecz zabrakło funduszy. Następnie mimo perypetii z budową okrętów podwodnych typu Wilk,  budowę nowych okrętów podwodnych powierzono Francji . Uzgodniono że nowe okręty podwodne będą budowane pod numerem projektowym 5157 . Dwie pierwsze jednostki projektu zamówiono w październiku 1938 roku i rozpoczęto budowę w stoczniach w Hawrze i Nantes . Planowano że trzecią jednostkę uda się zamówić w 1940 roku . Prace na pochylniach ruszyły wiosną 1939 roku, lecz zostały przerwane do kwietnia 1940 roku. Po kapitulacji Francji w czerwcu 1940 roku kadłuby okrętów zniszczono na pochylniach, żeby nie wpadły w ręce Niemców . 

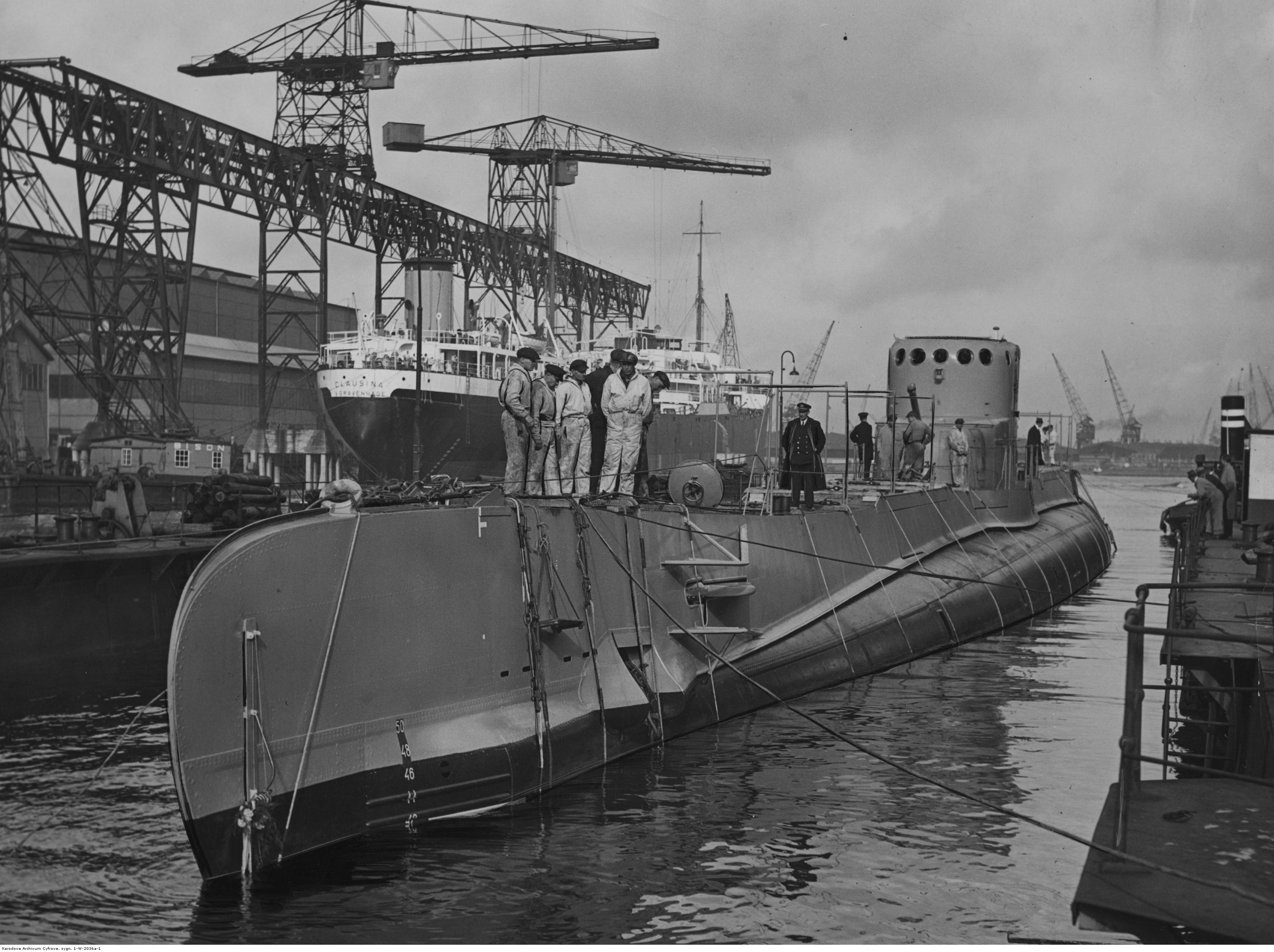
ORP „Sęp” w 1938 roku

Kampanię morską polskich okrętów podwodnych we wrześniu 1939 roku należy ocenić negatywnie, głównie z powodu jej złego zaplanowania przez Kierownictwo Marynarki Wojennej. Już bowiem pierwsze dni wojny ujawniły całkowitą nierealność planów Worek i Rurka – dwóch podstawowych planów działań bojowych polskich okrętów podwodnych, które poprzez swoją defensywną naturę i rozstawienie okrętów na małym obszarze w rejonie niemieckiej blokady, pozbawiły polskie okręty podwodne ich największego atutu – możliwości skrytego podejścia i wykorzystania ich dużej siły uderzeniowej. Realizacja planu Worek naraziła okręty podwodne na nieustające ataki lekkich sił nawodnych i lotnictwa niemieckiego.
Planując działalność okrętów podwodnych, nie zapewniono im także należytego wsparcia w postaci systemu rozpoznania oraz obrony przed atakami powietrznymi i małymi okrętami nawodnymi ZOP. Przez brak wykorzystania doświadczeń z działań podwodnych podczas pierwszej wojny światowej oraz międzywojennego rozwoju myśli taktycznej, narażał on bardziej polskie jednostki na ataki sił nieprzyjaciela, niż zapewniał wykorzystanie ich potencjału uderzeniowego.
Przyjęta przez polskie dowództwo koncepcja okrężnej obrony Helu jako głównej bazy floty spowodowała, że w planowaniu strategicznym nie wykorzystano także faktu, iż po zawieszeniu komunikacji morskiej na trasie Niemcy-Prusy Wschodnie, niemiecki transport strategiczny na Bałtyku dotyczył przewozów rudy żelaza na trasie Luleå – porty Rzeszy. Tymczasem w wyznaczonych okrętom rejonach działań wokół Helu, ustawicznie atakowane z morza i powietrza polskie jednostki pozbawione były zarówno celów, jak i możliwości działania. W efekcie, uszkodzone i często ze zdemoralizowanymi nieustannymi atakami załogami, polskie okręty podwodne zmuszone były do udania się do portów neutralnych, bądź brytyjskich. W efekcie część okrętów uległa internowaniu, „Wilk” i ORP „Orzeł” natomiast rozpoczęły działania u boku Royal Navy. Z drugiej strony, pomimo miażdżącej przewagi na morzu i w powietrzu, Niemcy nie zdołali zatopić żadnego z polskich okrętów podwodnych podczas kampanii.
Po internowaniu w Szwecji okrętów ORP „Ryś”, „Żbik” i „Sęp” oraz niewyjaśnionej do chwili obecnej utracie „Orła” w 1940 roku na Morzu Północnym, Marynarka Wojenna wydzierżawiła od Wielkiej Brytanii HMS „Urchin” typu U, któremu nadano polską nazwę ORP „Sokół” oraz USS S-25 (SS-130) amerykańskiego typu S-1, który pod polską banderą otrzymał imię ORP „Jastrząb”. Po omyłkowym zatopieniu przez jednostki alianckie drugiego z nich, w listopadzie 1942 roku do służby pod polską banderą wszedł ORP „Dzik” typu U, który okazał się ostatnim drugowojennym okrętem podwodnym polskiej floty.
| Typ   | Okręty     | Numer burtowy | Wodowanie            | Służba    | Wyporność   | Długość | Prędkość    | Wyrzutnie | Działa  | Załoga | Głębokość |
| ----- | ---------- | ------------- | -------------------- | --------- | ----------- | ------- | ----------- | --------- | ------- | ------ | --------- |
| Wilk  | „Wilk”     | W             | 12 kwietnia 1929     | 1931-1946 | 980 / 1250  | 77,95   | 14,5 / 9,5  | 6 × 550   | 1 × 100 | 54     | 80        |
| Wilk  | „Ryś”      | R             | 22 kwietnia 1929     | 1931-1955 | 980 / 1250  | 77,95   | 14,5 / 9,5  | 6 × 550   | 1 × 100 | 54     | 80        |
| Wilk  | „Żbik”     | Ż             | 14 czerwca 1931      | 1932-1955 | 980 / 1250  | 77,95   | 14,5 / 9,5  | 6 × 550   | 1 × 100 | 54     | 80        |
| Orzeł | „Orzeł”    | 85A           | 15 stycznia 1938     | 1939-1940 | 1110 / 1473 | 84      | 19,44 / 8,9 | 12 × 550  | 1 × 105 | 60     | 100       |
| Orzeł | „Sęp”      | 291           | 17 października 1938 | 1939-1969 | 1110 / 1473 | 84      | 19,44 / 8,9 | 12 × 550  | 1 × 105 | 60     | 100       |
| U     | „Sokół”    | N.97          | 30 września 1940     | 1941-1946 | 540 / 735   | 58,60   | 11,75 / 9   | 4 × 533   | 1 × 76  | 33     | 60        |
| U     | „Dzik”     | P.52          | 11 października 1942 | 1942-1946 | 540 / 735   | 58,60   | 11,75 / 9   | 4 × 533   | 1 × 76  | 33     | 60        |
| S-1   | „Jastrząb” | P-551         | 20 maja 1922         | 1941-1942 | 800 / 1062  | 66      | 14,5 / 11   | 4 × 533   | 1 × 102 | 38     | 60        |

Operacje polskich jednostek podwodnych podczas działań wojennych skupiały się na Morzu Północnym, Zatoce Biskajskiej, wodach arktycznych oraz na Morzu Śródziemnym. Rezultaty ich działań w postaci tonażu i liczby zatopionych jednostek przeciwnika do dziś nie zostały ostatecznie i jednoznacznie zweryfikowane, toteż trudno pokusić się o jednoznaczną syntezę ich działań, zostały jednak okupione utratą dwóch własnych okrętów podwodnych. Nie ulega jednak wątpliwości, że okręty te mogły zostać lepiej wykorzystane, zwłaszcza w trakcie kampanii na Morzu Bałtyckim. Utrata dwóch z ośmiu jednostek podwodnych służących podczas drugiej wojny światowej, tworzy bardzo niski współczynnik strat wynoszący zaledwie 25%. Spośród głównych flot podwodnych, jedynie amerykańska flota podwodna odnotowała straty na niższym poziomie, wynoszące 20%, podczas gdy współczynnik strat flot podwodnych Niemiec, Związku Radzieckiego, czy Japonii wyniósł odpowiednio 94%, 52% i 68%. Nie należy jednak zapominać, że każda z tych flot działała w innych warunkach operacyjnych i na innych teatrach wojny.

## Okręty podwodne 1945-1989

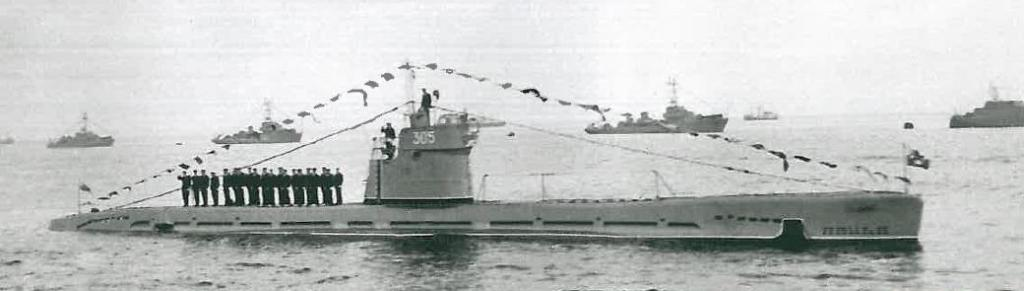
ORP Kujawiak podczas obchodów Dni Morza w 1965 roku

Po zakończeniu działań wojennych, do służby w Marynarce Wojennej powróciły jednostki internowane w Szwecji oraz ORP "Wilk". Stan techniczny tego ostatniego spowodował decyzję o jego zezłomowaniu. W 1955 roku ze służby zostały wycofane ORP „Ryś” i „Żbik”. W ich miejsce od Floty Bałtyckiej ZSRR wydzierżawiono sześć okrętów podwodnych typu M. Jednostki te należały do serii XV i zostały włączone do Marynarki Wojennej w latach 1954-1955. Po dziesięciu latach zostały zastąpione przez okręty projektu 613. Polska dokonała zakupu czterech jednostek tego projektu, które służyły w polskiej flocie do końca lat 80.
Polskie jednostki podwodne w czterdziestopięcioleciu powojennym, ćwiczyły operacje podwodne we współdziałaniu z flotami państw Układu Warszawskiego. Biorąc udział m.in. w manewrach na Morzu Północnym z Flotą Bałtycką Związku Radzieckiego, ORP „Orzeł” dwukrotnie skutecznie wykonał pozorowany atak torpedowy na radziecki krążownik projektu 68bis.
W latach 80. XX wieku, z uwagi na pogarszający się stan kadłubów jednostek typu Whiskey i związaną z tym stopniową utratą możliwości zanurzania się, Polska podjęła starania o uzyskanie nowoczesnych w tym czasie radzieckich jednostek projektu 877 w eksportowej wersji E. Z uwagi jednak na pogarszającą się sytuację gospodarczą kraju, zdołała zakupić jedynie jeden nowy okręt typu Kilo, dzierżawiąc zamiast tego dwa używane okręty projektu 641, ORP „Wilk” (292) i „Dzik” (293).
| Projekt | NATO    | Okręty      | Numer burtowy | Wodowanie         | Służba    | Wyporność   | Długość | Prędkość    | Wyrzutnie   | Działa | Załoga | Głębokość |
| ------- | ------- | ----------- | ------------- | ----------------- | --------- | ----------- | ------- | ----------- | ----------- | ------ | ------ | --------- |
| M-XV    | N/A     | „Kaszub”    | 301           |                   | 1954-1963 | 283 / 353   | 49,5    | 15,7 / 7,8  | 4 × 533     | 1 × 45 | 31     |           |
| M-XV    | N/A     | „Mazur”     | 302           | 27 maja 1952      | 1954-1965 | 283 / 353   | 49,5    | 15,7 / 7,8  | 4 × 533     | 1 × 45 | 31     |           |
| M-XV    | N/A     | „Krakowiak” | 303           |                   | 1954-1965 | 283 / 353   | 49,5    | 15,7 / 7,8  | 4 × 533     | 1 × 45 | 31     |           |
| M-XV    | N/A     | „Ślązak”    | 304           |                   | 1954-1965 | 283 / 353   | 49,5    | 15,7 / 7,8  | 4 × 533     | 1 × 45 | 31     |           |
| M-XV    | N/A     | „Kujawiak”  | 305           |                   | 1955-1966 | 283 / 353   | 49,5    | 15,7 / 7,8  | 4 × 533     | 1 × 45 | 31     |           |
| M-XV    | N/A     | „Kurp”      | 306           | 18 września 1950  | 1955-1965 | 283 / 353   | 49,5    | 15,7 / 7,8  | 4 × 533     | 1 × 45 | 31     |           |
| 613     | Whiskey | „Orzeł”     | 292           | 30 listopada 1954 | 1962-1983 | 1100 / 1600 | 76      | 17 / 15     | 6 × 533     | brak   | 54     | 170       |
| 613     | Whiskey | „Bielik”    | 295           | 23 kwietnia 1955  | 1965-1988 | 1100 / 1600 | 76      | 17 / 15     | 6 × 533     | brak   | 54     | 170       |
| 613     | Whiskey | „Sokół”     | 293           | 19 kwietnia 1955  | 1964-1987 | 1100 / 1600 | 76      | 17 / 15     | 6 × 533     | brak   | 54     | 170       |
| 613     | Whiskey | „Kondor”    | 294           |                   | 1965-1985 | 1100 / 1600 | 76      | 17 / 15     | 6 × 533     | brak   | 54     | 170       |
| 641     | Foxtrot | „Wilk”      | 292           | 15 czerwca 1963   | 1987-2003 | 2207 / 2484 | 91,3    | 16,5 / 15,5 | 6 / 4 × 533 | brak   | 73     | 280       |
| 641     | Foxtrot | „Dzik”      | 293           | 20 maja 1966      | 1988-2003 | 2207 / 2484 | 91,3    | 16,5 / 15,5 | 6 / 4 × 533 | brak   | 73     | 280       |

## Okręty podwodne po roku 1989

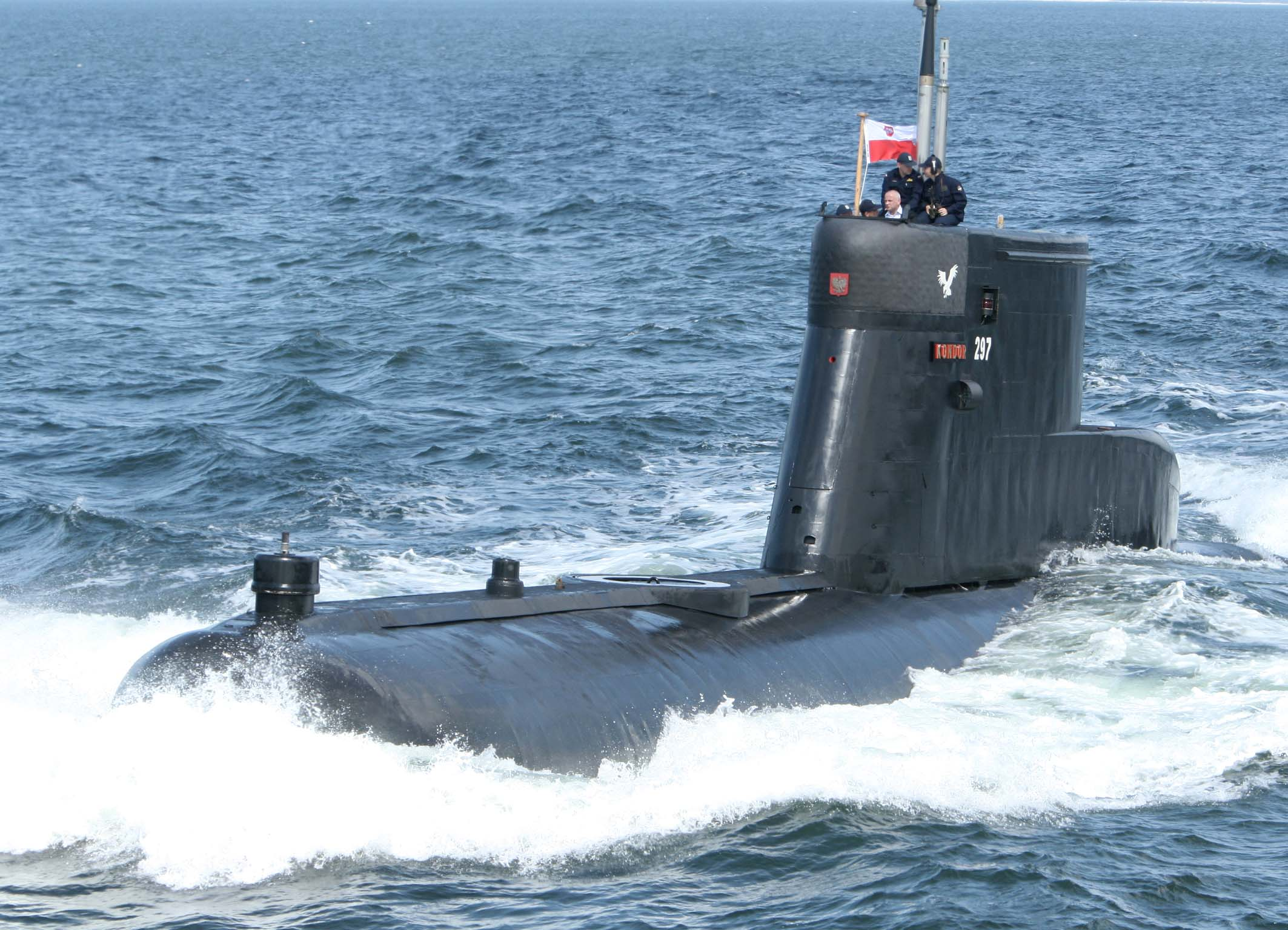
ORP „Kondor” (297) z ministrem obrony Aleksandrem Szczygło na pokładzie

Po zmianie ustrojowej roku 1989, dwa radzieckie okręty typu Foxtrot pełniły w Polsce służbę do 2003 roku, po czym ze względu na przestarzałość zostały wycofane ze służby operacyjnej. Jedynym radzieckim okrętem pozostającym dotąd w służbie jest względnie nowoczesny ORP „Orzeł” projektu 877E przyjęty do służby 29 kwietnia 1986 roku. Wraz z wycofaniem jednostek projektu 641, do służby w Marynarce Wojennej przyjęto od Norwegii ich rówieśników – cztery jednostki typu Kobben (oryginalnie typ 207): ORP „Sokół” (291), „Sęp” (295), ORP „Bielik” (296) oraz „Kondor” (297). Dodatkowo otrzymano piąty okręt który został wykorzystany jako magazyn części zamiennych oraz jako symulator w Akademii Marynarki Wojennej. Znajdujące się w służbie jednostki typu Kobben zostały zwodowane w połowie lat sześćdziesiątych ubiegłego wieku. Mimo to, na przełomie lat 2008 i 2009, „Kondor” uczestniczył w natowskiej operacji Active Endeavour na Morzu Śródziemnym.
Młodszy o dwie dekady od jednostek typu Kobben ORP „Orzeł”, wyposażony jest w układ zarządzania walką Murena MWU-110EM, pozwalający na jednoczesne przeprowadzenie dwóch ataków oraz manualne śledzenie trzech innych celów. Tymczasem już na początku lat 70. system zarządzania walką amerykańskich okrętów typu Sturgeon, zdolny był do ataku na 10 celów jednocześnie, przy możliwości śledzenia i analizy ruchu 20 celów (TMA – Target Motion Analyses) w jednostce czasu. Porównanie to świadczy o stopniu zacofania technicznego najnowocześniejszego okrętu polskiej floty podwodnej, w konsekwencji o pilności potrzeby wymiany jej jednostek pływających. Na początku XXI wieku, wszystkie polskie okręty podwodne odstają pod względem technicznym od najnowszych rozwiązań, w większości są już też zużyte. Z tego też względu rząd Polski rozpoczął proces planowania zmierzający do zakupu trzech nowych jednostek tej klasy, mających pełnić zauważoną przez Sejm Rzeczypospolitej Polskiej konieczną funkcję strategicznego odstraszania morskiego oraz wsparcia działań Wojsk Lądowych. Wśród głównych kandydatów na następców obecnie używanych przez Marynarkę Wojenną okrętów są szwedzkie okręty podwodne typu A26, niemieckie typu 212A oraz francuskie jednostki typu Scorpene.
ORP "Sokół" został przekazany w 2018 roku Muzeum Marynarki Wojennej w Gdyni gdzie po dostosowaniu, służy jako eksponat muzealny. W listopadzie 2023 roku został przetransportowany do Muzeum. Został udostępniony do zwiedzania w marcu 2025 roku.
| Typ / Projekt | NATO | Okręty   | Numer burtowy | Wodowanie        | Służba    | Wyporność   | Długość | Prędkość | Wyrzutnie | Działa | Załoga | Głębokość |
| ------------- | ---- | -------- | ------------- | ---------------- | --------- | ----------- | ------- | -------- | --------- | ------ | ------ | --------- |
| 877E          | Kilo | „Orzeł”  | 291           | 7 czerwca 1985   | 1986-     | 2460 / 3180 | 72,6    | 12 / 17  | 6 × 533   | brak   | 60     | 300       |
| Kobben        | N/A  | „Sokół”  | 294           | 2 września 1966  | 2002-2018 | 520 / 572   | 47,2    | 12 / 18  | 8 × 533   | brak   | 21     | 200       |
| Kobben        | N/A  | „Sęp”    | 295           | 24 marca 1966    | 2003-2021 | 520 / 572   | 47,2    | 12 / 18  | 8 × 533   | brak   | 21     | 200       |
| Kobben        | N/A  | „Bielik” | 296           | 27 stycznia 1967 | 2003-2021 | 520 / 572   | 47,2    | 12 / 18  | 8 × 533   | brak   | 21     | 200       |
| Kobben        | N/A  | „Kondor” | 297           | 16 lipca 1964    | 2003-2017 | 546 / 598   | 47,2    | 12 / 18  | 8 × 533   | brak   | 21     | 200       |